# 70x70 - Lo sapevate che...
70x70 - Lo sapevate che... è un programma televisivo italiano, andato in onda per la prima edizione su RaiPlay dal 3 gennaio al 30 maggio 2024 e su Rai 2 nella fascia oraria del Day-time mattutina; per la seconda edizione, intitolata 70x70 vol. 2 - I momenti più iconici della televisione italiana, è andata in onda su RaiPlay dal 1º aprile all'8 luglio 2025.

## Caratteristiche
La trasmissione, condotta da Francesca Barolini per la regia di Luca Rea (che ne è anche l'autore insieme a Nicoletta Berardi) è nata come spin-off di Techetechete' per celebrare i 70 anni della televisione italiana analizzando una serie di fatti curiosi ed insoliti accaduti nel corso della sua storia. Tra le immagini ritrovate nelle Teche Rai si segnala la rubrica del Telegiornale Motivi in borsa, andata in onda dal 1969 e mai ritrasmessa, dove compaiono tra gli altri Elton John, i Genesis e un'intervista di Lello Bersani a Lucio Battisti.

## Messa in onda
Andata in onda sulla piattaforma RaiPlay dal 3 gennaio al 30 maggio 2024, è stata presentata nell'ambito della rubrica Tg2 Italia Europa nel marzo del 2024 ed è stata proposta in prima televisiva in chiaro su Rai 2 nella fascia del day-time mattina, alle 10:05.
La seconda edizione del programma, dal titolo 70x70 vol. 2 - I momenti più iconici della televisione italiana, è andata in onda su RaiPlay dal 1º aprile all'8 luglio 2025 per cinque puntate settimanali, e approfondisce le date fondamentali nella storia della televisione italiana.

## Puntate

### Prima edizione
| N. | Titolo                                     |
| -- | ------------------------------------------ |
| 1  | Il primo videogioco                        |
| 2  | Buonasera al colore                        |
| 3  | Il gobbo di Louis Armstrong a Sanremo      |
| 4  | Madonna a Garlasco                         |
| 5  | La voce di Portobello                      |
| 6  | Castellitto buonasera                      |
| 7  | Sciopera o raddoppia?                      |
| 8  | Caduta libera                              |
| 9  | Piero Angela commentatore di calcio        |
| 10 | Sfumata a nero per Sanremo                 |
| 11 | I primi passi di Christian                 |
| 12 | Mino D'Amianto                             |
| 13 | Fuorionda                                  |
| 14 | Il piccolo Borghese                        |
| 15 | C'è il Presidente al telefono              |
| 16 | La prima ipnosi in diretta TV              |
| 17 | L'amore extraterrestre                     |
| 18 | Il primo video tutorial                    |
| 19 | Il campione dai poteri occulti             |
| 20 | La nascita dell'auditel                    |
| 21 | Ti tirano le pietre                        |
| 22 | Il drammatico crollo della tribuna al Giro |
| 23 | Elio forever                               |
| 24 | A torte in faccia                          |
| 25 | Gianna prima di Sanremo                    |
| 26 | Gassman popstar                            |
| 27 | "Ma chi sono questi?"                      |
| 28 | La prima volta di Ligabue                  |
| 29 | La prima Hit Parade                        |
| 30 | Villa contro tutti                         |
| 31 | Vasco 1979                                 |
| 32 | I primi programmi a colori                 |
| 33 | Il primo talent                            |
| 34 | Lo scherzo mediatico                       |
| 35 | Le incursioni "vip"                        |
| 36 | Sanremo 1979                               |
| 37 | Carlo Conti '80                            |
| 38 | Corrado a Sanremo                          |
| 39 | Dario Argento e i Pink Floyd               |
| 40 | Il colonnello Bernacca                     |
| 41 | Raffa e la bomba                           |
| 42 | La nascita di "Zum Zum Zum"                |
| 43 | Il raccattapalle che tolse un goal         |
| 44 | Stallone a "Sereno Variabile"              |
| 45 | Italia sera spara!                         |
| 46 | Annunciatrici, che passione!               |
| 47 | Un disco per le star                       |
| 48 | Ufo '70                                    |
| 49 | La Rai in altre lingue                     |
| 50 | Dai nostri inviati Maradona e Platini      |
| 51 | Indovina chi conduce il TG                 |
| 52 | Portobello Globetrotter                    |
| 53 | Corna facendo                              |
| 54 | Il falso in diretta                        |
| 55 | Marty Feldman alla batteria                |
| 56 | Scommettiamo che è Superman?               |
| 57 | L'atroce scherzo                           |
| 58 | La Rai in 3D                               |
| 59 | Arbore contro Boncompagni                  |
| 60 | Il replay umano                            |
| 61 | Raffaella a lezione di ballo               |
| 62 | Duran e Spandau a Via Teulada              |
| 63 | Totò alla radio                            |
| 64 | Totocalcio vip                             |
| 65 | Cavallo pazzo                              |
| 66 | La prima in TV della nazionale             |
| 67 | L'intervallo                               |
| 68 | Le faremo sapere                           |
| 69 | La domanda incredibile                     |
| 70 | Tenco a Sanremo                            |

### Seconda edizione
| N. | Titolo                                | Data di riferim.  | Disponibile su RaiPlay |
| -- | ------------------------------------- | ----------------- | ---------------------- |
| 1  | Arriva Goldrake                       | 4 aprile 1978     | 1º aprile 2025         |
| 2  | La befana di Sandokan                 | 6 gennaio 1976    | 1º aprile 2025         |
| 3  | Cochi e Renato a capodanno            | 31 dicembre 1976  | 1º aprile 2025         |
| 4  | Pasqua con Polifemo                   | 14 aprile 1968    | 1º aprile 2025         |
| 5  | Nasce Uno Mattina                     | 22 dicembre 1986  | 1º aprile 2025         |
| 6  | Pronto, Raffaella?                    | 3 ottobre 1983    | 8 aprile 2025          |
| 7  | Nino Frassica a Domenica in           | 16 marzo 1980     | 8 aprile 2025          |
| 8  | Avanzi                                | 25 febbraio 1991  | 8 aprile 2025          |
| 9  | Il Diavolo                            | 24 marzo 1977     | 8 aprile 2025          |
| 10 | Bernacca va in pensione               | 5 settembre 1979  | 8 aprile 2025          |
| 11 | Fantastico 79                         | 6 ottobre 1979    | 15 aprile 2025         |
| 12 | Quelli della notte                    | 29 aprile 1985    | 15 aprile 2025         |
| 13 | Italia - Urss 1968                    | 5 giugno 1968     | 15 aprile 2025         |
| 14 | Rischiatutto                          | 4 febbraio 1970   | 15 aprile 2025         |
| 15 | La Terza Rete                         | 15 dicembre 1979  | 15 aprile 2025         |
| 16 | Portobello a colori                   | 6 gennaio 1978    | 29 aprile 2025         |
| 17 | Al telefono                           | 31 luglio 1976    | 29 aprile 2025         |
| 18 | Carlo Conti in Somalia                | 16 aprile 1993    | 29 aprile 2025         |
| 19 | La prima piovra                       | 11 marzo 1984     | 29 aprile 2025         |
| 20 | Sandro Pertini al Processo del lunedì | 3 gennaio 1983    | 29 aprile 2025         |
| 21 | Il TG che fa spettacolo               | 17 ottobre 1969   | 6 maggio 2025          |
| 22 | Una giornata mondiale                 | 11 luglio 1982    | 6 maggio 2025          |
| 23 | Il record mancato                     | 22 settembre 1974 | 6 maggio 2025          |
| 24 | Jet Quiz                              | 12 marzo 1979     | 6 maggio 2025          |
| 25 | Beautiful Gorby                       | 18 novembre 1990  | 6 maggio 2025          |
| 26 | Il concerto telematico                | 29 maggio 1984    | 13 maggio 2025         |
| 27 | L'assurda premonizione                | 22 aprile 1983    | 13 maggio 2025         |
| 28 | Austerity                             | 2 dicembre 1973   | 13 maggio 2025         |
| 29 | Mille e una luce                      | 8 luglio 1978     | 13 maggio 2025         |
| 30 | Il giorno di "Chi l'ha visto?"        | 30 aprile 1989    | 13 maggio 2025         |
| 31 | L'ultima di Mike in Rai               | 3 giugno 1982     | 20 maggio 2025         |
| 32 | Monicelli contro Moretti              | 14 dicembre 1977  | 20 maggio 2025         |
| 33 | Indietro tutta!                       | 14 dicembre 1987  | 20 maggio 2025         |
| 34 | Il Blitz di Jerry Lewis               | 8 maggio 1983     | 20 maggio 2025         |
| 35 | Mara sventa la truffa!                | 14 aprile 1997    | 20 maggio 2025         |
| 36 | Argento ospite alle due               | 26 ottobre 1975   | 27 maggio 2025         |
| 37 | Carramba!                             | 21 dicembre 1995  | 27 maggio 2025         |
| 38 | Ufo di sera                           | 25 novembre 1983  | 27 maggio 2025         |
| 39 | Massimo ascolto                       | 14 dicembre 1994  | 27 maggio 2025         |
| 40 | Cento domeniche                       | 4 marzo 1979      | 27 maggio 2025         |
| 41 | La storia in diretta                  | 18 febbraio 1957  | 3 giugno 2025          |
| 42 | L'esordio di "Ballando con le stelle" | 8 gennaio 2005    | 3 giugno 2025          |
| 43 | La baronessa di Carini                | 23 novembre 1975  | 3 giugno 2025          |
| 44 | Il conto Montecristo                  | 22 giugno 1997    | 3 giugno 2025          |
| 45 | Racconti fantastici                   | 11 marzo 1979     | 3 giugno 2025          |
| 46 | Il mistero del ballerino              | 4 febbraio 1967   | 10 giugno 2025         |
| 47 | Da Stoccolma Raimondo Vianello        | 1º novembre 1965  | 10 giugno 2025         |
| 48 | La prima gondola d'oro                | 5 luglio 1965     | 10 giugno 2025         |
| 49 | Il raddoppio dal Belgio               | 30 ottobre 1958   | 10 giugno 2025         |
| 50 | Vi piace l'Italia?                    | 26 maggio 1976    | 10 giugno 2025         |
| 51 | 640 mila lire per Danny Kaye          | 19 aprile 1956    | 17 giugno 2025         |
| 52 | Una domenica di cantautori            | 14 dicembre 1980  | 17 giugno 2025         |
| 53 | Nasce il dopofestival                 | 6 febbraio 1987   | 17 giugno 2025         |
| 54 | Rino Gaetano e Fabrizio Frizzi        | 10 gennaio 1981   | 17 giugno 2025         |
| 55 | Raffaella Carrà Day                   | 8 novembre 1983   | 17 giugno 2025         |
| 56 | Un raro Carmelo Bene                  | 24 gennaio 1969   | 24 giugno 2025         |
| 57 | Gran finale per Odeon                 | 23 marzo 1977     | 24 giugno 2025         |
| 58 | Frank Sinatra, il signore delle 21    | 2 giugno 1962     | 24 giugno 2025         |
| 59 | Non è tempo per le mele               | 2 dicembre 1983   | 24 giugno 2025         |
| 60 | Chissà chi lo sa                      | 15 giugno 1968    | 24 giugno 2025         |
| 61 | Eduardo al telefono                   | 1º luglio 1977    | 1º luglio 2025         |
| 62 | Incontro con Stevie Wonder            | 24 agosto 1970    | 1º luglio 2025         |
| 63 | Lo scoop in diretta                   | 6 maggio 1988     | 1º luglio 2025         |
| 64 | La prima volta di Telethon            | 7 dicembre 1990   | 1º luglio 2025         |
| 65 | La serata atmosfera                   | 18 gennaio 1989   | 1º luglio 2025         |
| 66 | Aldo, Giovanni e Giacomo              | 16 gennaio 1994   | 8 luglio 2025          |
| 67 | Mondovisione                          | 23 luglio 1962    | 8 luglio 2025          |
| 68 | Programmi per sette sere              | 19 novembre 1967  | 8 luglio 2025          |
| 69 | L'uomo sulla luna                     | 20 luglio 1969    | 8 luglio 2025          |
| 70 | L'ultima domenica                     | 27 maggio 1979    | 8 luglio 2025          |

## Credit tecnico
- Capo progetto: Stefano Salandini
- Curatore: David Di Benedetti
- Capo redattrice: Eleonore Mancini
- Progetto grafico: Emmanuel Berruto
- Ricerche immagini: Giancarlo Biondi, Marika Armini, Francesca Barolini, Andrea D'Alfonso, Marianna Gallerano, Gabriella Di Majo